# 珍寶超市

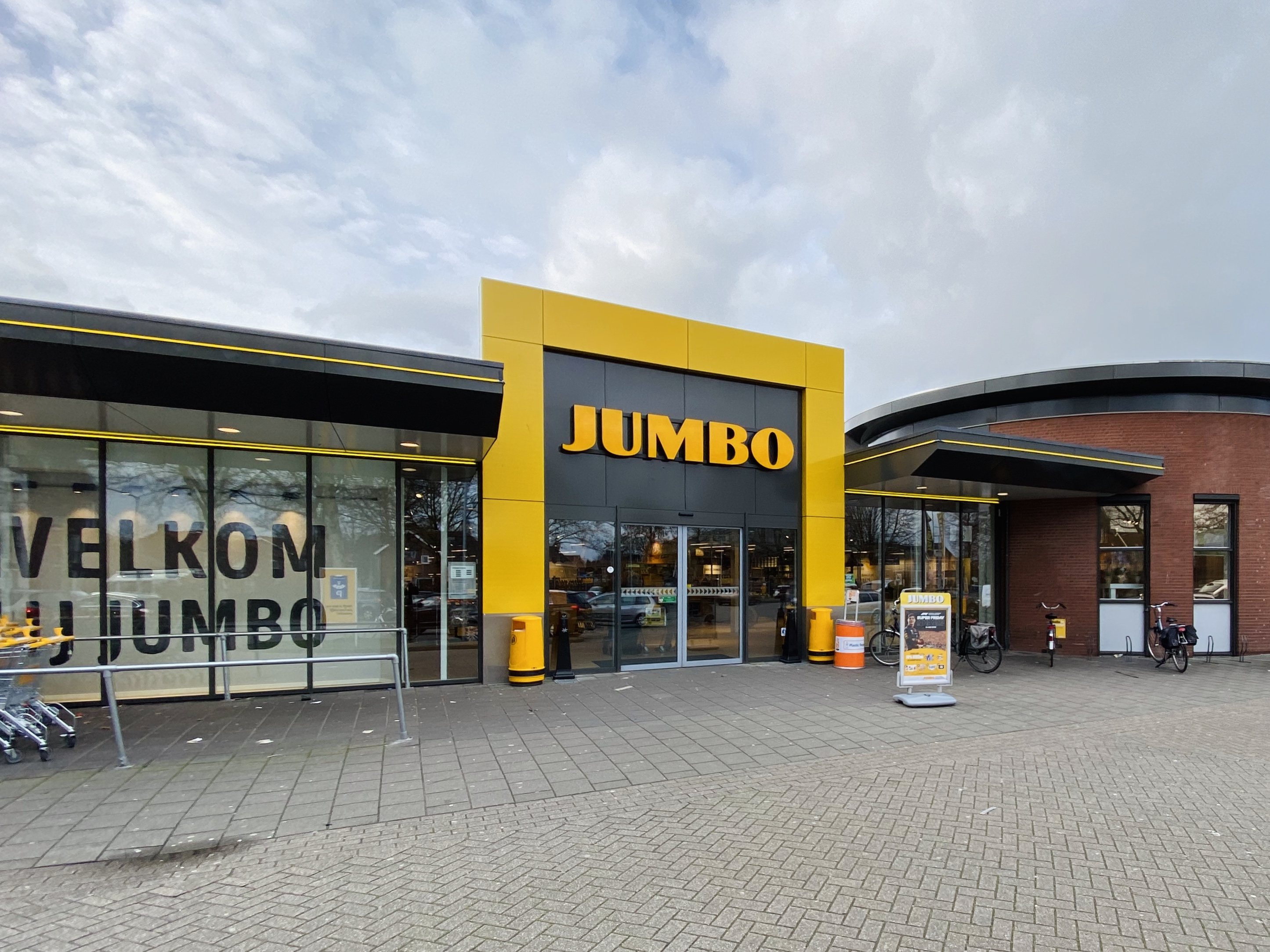
一間 Jumbo 超市的入口

珍宝（Jumbo）是荷兰和比利时的连锁超市 。 它是范爱德集团的一部分。范爱德最初是一家杂货批发公司，成立于1921年。

## 历史
1979年10月18日，Jan和Anita Meurs在蒂尔堡的一間舊教堂建築內開了第一間超市，它是以巨型大象（Jumbo）的名字命名。1983年，范·埃德（Van Eerd）從米尔斯（Meurs）家族手中收購了珍宝商店，随后进行了一系列的店舖扩张，業務首先是在荷蘭南部各省開展，然后逐漸遍及全国。 

## 體育贊助
珍宝曾经贊助自行車隊和速滑隊。